# Kefferhausen
Kefferhausen – dzielnica miasta Dingelstädt w Niemczech, w kraju związkowym Turyngia, w powiecie Eichsfeld. Do 31 grudnia 2018 jako samodzielna gmina wchodziła w skład wspólnoty administracyjnej Dingelstädt.

## Współpraca
Miejscowość partnerska:
- Katzwinkel (Sieg), Nadrenia-Palatynat